# Olympische Sommerspiele 1996/Teilnehmer (Chile)
| Gelbes Symbol für Goldmedaillen mit stilisierten Olympischen Ringen | Graues Symbol für Silbermedaillen mit stilisierten Olympischen Ringen | Braundes Symbol für Bronzemedaillen mit stilisierten Olympischen Ringen |
| ------------------------------------------------------------------- | --------------------------------------------------------------------- | ----------------------------------------------------------------------- |
| —                                                                   | —                                                                     | —                                                                       |

Chile nahm zum 18. Mal an den Olympischen Sommerspielen 1996 in Atlanta mit einer Delegation von 21 Athleten (sechzehn Männer und fünf Frauen) an achtzehn Wettbewerben in zehn Sportarten teil. Es konnte keine Medaille gewonnen werden. Fahnenträger bei der Eröffnungsfeier war der Leichtathlet Sebastián Keitel.

## Teilnehmer nach Sportarten

### Boxen
Männer
- Ricardo Araneda
Mittelgewicht (bis 75 kg): 1. Runde

### Fechten
Männer
- Paris Inostroza
Degen, Einzel: 40. Platz

### Gewichtheben
Männer
- Cristián Escalante
I. Schwergewicht: 22. Platz

### Leichtathletik
| Männer - Sebastián Keitel 200 m: Vorläufe - Marcelo Barrientos Marathon: 86. Platz - Gert Weil Kugelstoßen: 22. Platz in der Qualifikation | Frauen - Érika Olivera Marathon: 37. Platz |

### Radsport
Männer
- Victor Garrido
Straßenrennen: DNF

- Marcelo Arriagada, Marco Arriagada, José Medina & Luís Sepúlveda
4000 m Mannschaftsverfolgung: 16. Platz

### Schießen
Männer
- Pascal Colomer
Skeet: 42. Platz

### Schwimmen
Männer
- Nicolas Rajcevich
100 m Rücken: 44. Platz
200 m Rücken: 27. Platz

### Segeln
- Luis Echenique
Laser: 19. Platz

### Tennis
Frauen
- Paula Cabezas & Bárbara Castro
Doppel: 1. Runde

### Tischtennis
| Männer - Augusto Morales Einzel: Gruppenphase Doppel: Gruppenphase - Juan Salamanca Doppel: Gruppenphase | Frauen - Berta Rodríguez Einzel: Gruppenphase Doppel: Gruppenphase - Sofija Tepes Doppel: Gruppenphase |